# Adesmia mendozana
Adesmia mendozana es una especie de planta floral del género Adesmia, categorizada en la tribu Dalbergieae, de la familia Fabaceae.

## Distribución
Especie nativa de Argentina. Crece en el bioma templado.

## Taxonomía
Fue descrita por Ulibarri y publicada en Darwiniana 27: 354 (1986).